# Форт-Ковінгтон (Нью-Йорк)
Форт-Ковінгтон (англ. Fort Covington) — місто (англ. town) в США, в окрузі Франклін штату Нью-Йорк. Населення — 1531 особа (2020).

## Демографія
Згідно з переписом 2010 року, у місті мешкало 1676 осіб у 666 домогосподарствах у складі 464 родин. Було 752 помешкання
Расовий склад населення:
| - 84,1 % — білих - 11,4 % — корінних американців - 0,5 % — чорних або афроамериканців - 0,1 % — азіатів |

До двох чи більше рас належало 3,9 %. Частка іспаномовних становила 2,8 % від усіх жителів.
За віковим діапазоном населення розподілялося таким чином: 24,8 % — особи молодші 18 років, 58,5 % — особи у віці 18—64 років, 16,7 % — особи у віці 65 років та старші. Медіана віку мешканця становила 42,0 року. На 100 осіб жіночої статі у місті припадало 100,7 чоловіків;  на 100 жінок у віці від 18 років та старших — 95,8 чоловіків також старших 18 років.
Середній дохід на одне домашнє господарство  становив 53 160 доларів США (медіана — 44 236), а середній дохід на одну сім'ю — 57 501 долар (медіана — 50 288). Медіана доходів становила 39 522 долари для чоловіків та 34 844 долари для жінок. За межею бідності перебувало 17,1 % осіб, у тому числі 16,1 % дітей у віці до 18 років та 8,9 % осіб у віці 65 років та старших.
Цивільне працевлаштоване населення становило 781 особа. Основні галузі зайнятості: освіта, охорона здоров'я та соціальна допомога — 34,2 %, мистецтво, розваги та відпочинок — 11,8 %, публічна адміністрація — 11,4 %.